# Bolitoglossa oaxacensis
Espèce
Statut de conservation UICN

 EN  : En danger
Bolitoglossa oaxacensis est une espèce d'urodèles de la famille des Plethodontidae.

## Répartition
Cette espèce est endémique du Sud de l'État d'Oaxaca au Mexique. Elle se rencontre entre 1 800 et 1 920 m d'altitude dans la Sierra Madre del Sur,.

## Description
Les mâles mesurent de 44,3 à 49,3 mm et les femelles de 50,8 à 55,8 mm. Son dos est brun-roux foncé et présente parfois des taches rougeâtres ou jaunâtres. Ses flancs sont tachés de jaune.

## Étymologie
Son nom d'espèce, composé de oaxac[a] et du suffixe latin -ensis, « qui vit dans, qui habite », lui a été donné en référence au lieu de sa découverte, l'État d'Oaxaca.

## Publication originale
- Parra-Olea, García-París & Wake, 2002 : Phylogenetic relationships among the salamanders of the Bolitoglossa macrinii species group (Amphibia: Plethodontidae), with descriptions of two new species from Oaxaca (Mexico). Journal of Herpetology, vol. 36, no 3, p. 356-366 (texte intégral).